# Pseudantechinus
Pseudatechinus és un gènere de marsupials de l'ordre dels dasiüromorfs. El gènere conté sis espècies diferents, una de les quals, el ratolí marsupial de Harney, havia estat assignat a un altre gènere en el passat:
- Ratolí marsupial de Harney, Pseudantechinus bilarni
- Ratolí marsupial de Macdonnell, Pseudantechinus macdonnellensis
- Pseudantechinus mimulus
- Ratolí marsupial de Ningbing, Pseudantechinus ningbing
- Pseudantechinus roryi
- Ratolí marsupial de Woolley, Pseudantechinus woolleyae